# Zoothera margaretae
Zoothera margaretae là một loài chim trong họ Turdidae.